# 戸田嘉徳
戸田嘉徳（とだ よしのり、1925年4月29日 - 2016年9月1日）は日本の大蔵官僚。仙台国税局長、大臣官房専売公社監理官、大臣官房審議官（関税局担当）、大臣官房審議官（銀行局担当）、日本銀行政策委員会大蔵省代表委員、公正取引委員会事務局長、航空貨物通関情報処理センター理事長、自動車保険料率算定会副理事長、日本地震再保険社長などを歴任。

## 来歴
東京府出身。府立高等学校、東京大学法学部法律学科卒業。1948年9月 大蔵省入省。主計局配属。1955年10月 国立国会図書館調査及び立法考査局経済部経済法令課。1956年7月 津島税務署長。1957年6月 東京国税局総務部総務課長。1968年6月 銀行局特別金融課長。1970年7月 証券局証券業務課長。1971年6月28日 仙台国税局長。1972年6月27日 大臣官房専売公社監理官。1974年7月15日 大臣官房審議官（関税局担当）。1975年7月8日 大臣官房審議官（銀行局担当）。1976年6月11日 日本銀行政策委員会大蔵省代表委員。1977年6月 公正取引委員会事務局長。1979年7月10日 退官。同年7月 航空貨物通関情報処理センター理事長。1984年7月 自動車保険料率算定会副理事長。1990年6月 日本地震再保険代表取締役社長。2016年9月1日 東京都目黒区の病院で死去。

## 略歴
- 1948年9月：大蔵省入省。主計局配属[1]。
- 1950年4月：東京国税局調査査察部調査課。
- 1950年5月：東京国税局調査査察部調査第一課。
- 1952年2月：病休。
- 1954年11月：大臣官房日本銀行政策委員会大蔵省代表委員付。
- 1955年10月：国立国会図書館調査及び立法考査局経済部経済法令課。
- 1956年7月：津島税務署長。
- 1957年6月：東京国税局総務部総務課長。
- 1959年7月：国税庁長官官房総務課長補佐。
- 1960年7月：経済企画庁長官官房秘書課長補佐 兼 経済企画庁長官秘書官（事務担当）。
- 1961年8月：理財局国庫課長補佐。
- 1963年6月：北海道財務局総務部長。
- 1965年7月：関東財務局東京証券取引所監理官。
- 1966年8月：証券局投資信託課長。
- 1968年6月：銀行局特別金融課長。
- 1970年7月：証券局証券業務課長。
- 1971年6月28日：仙台国税局長。
- 1972年6月27日：大臣官房専売公社監理官。
- 1974年7月15日：大臣官房審議官（関税局担当）。
- 1975年7月8日：大臣官房審議官（銀行局担当）。
- 1976年6月11日：日本銀行政策委員会大蔵省代表委員。
- 1977年6月：公正取引委員会事務局長。
- 1979年7月10日：退官。